# Mecosta County
Mecosta County är ett administrativt område i delstaten Michigan, USA. År 2010 hade countyt 42 798 invånare. Den administrativa huvudorten (county seat) är Big Rapids. 

## Geografi
Enligt United States Census Bureau har countyt en total area på 1 479 km². 1 440 km² av den arean är land och 39 km² är vatten.   

### Angränsande countyn
- Osceola County - norr
- Isabella County - öst
- Montcalm County - söder
- Newaygo County - väst

### Städer och samhällen
- Aetna
- Austin
- Barryton
- Big Rapids (huvudort)
- Chippewa
- Colfax
- Fork
- Green
- Hinton
- Martiny
- Mecosta
- Morley
- Morton
- Paris
- Stanwood
- Wheatland